# Reiko Kusamura
Reiko Kusamura (草村礼子) est une actrice japonaise. 

## Biographie
Reiko Kusamura remporte le prix du meilleur second rôle féminin au 18e festival du film de Yokohama pour Shall We Dance?.

## Filmographie sélective
- 1996 : Shall We Dance? (Shall we ダンス?, Sharu wi Dansu?) de Masayuki Suo
- 2002 : Le Samouraï du crépuscule (たそがれ清兵衛, Tasogare Seibei) de Yōji Yamada
- 2010 : Kamen Rider × Kamen Rider × Kamen Rider The Movie: Cho-Den-O Trilogy (en)

## Source de la traduction
- (en) Cet article est partiellement ou en totalité issu de l’article de Wikipédia en anglais intitulé « Reiko Kusamura » (voir la liste des auteurs).